# Petersen Peak
Petersen Peak är en bergstopp i Antarktis. Den ligger i Östantarktis. Argentina och Storbritannien gör anspråk på området. Toppen på Petersen Peak är 1 215 meter över havet.
Terrängen runt Petersen Peak är kuperad åt sydost, men åt nordväst är den platt. Terrängen runt Petersen Peak sluttar norrut. Trakten är obefolkad. Det finns inga samhällen i närheten. 